# دو إت
Do It هي أغنية بوب/رقص لمغنية البوب برتغالية الأصل كندية المولد نيللي فرتادو ضمن ألبومها الثالث لووس. تعرضت دو إت في البداية لإنتقادات ومشاكل كثيرة حول كونها مسروقة من أغنية أخرى فنلندية ولكن المشكلة حلت بشكل ودي وطرحت كأغنية مصورة. الأغنية من كلمات تمبالاند ورفيقه دانجا وتعد خامس أغنية منفردة تطرح في الولايات المتحدة الأمريكية. طرحت الأغنية بشكل رسمي في الراديو الأمريكي بتاريخ 24 يوليو 2007 حسب موقع allaccess.com. تردد أنه سيتم طرح الأغنية كريمكس بمشاركة جستن تيمبرلاك ولكن يبدو أن هذا المشروع قد تأجل إلى أجل غير مسمى كما تم إسبتدال جستن بفنانة الراب الأمريكية والتي تعد واحدة من أكثر الرابرز شعبية في أمريكا في التسعينات Missy Elliott وطرحت في موقع ماي سبيس الرسمي الخاص بفرتادو.

## لمحة حول الأغنية

### الترويج
أغنية دو إت Do It هي خامس أغنية منفردة تطرح في أمريكا الشمالية وذلك من ألبوم لووس Loose وطرحت الأغنية بشكل رسمي في الراديو بتاريخ الرابع والعشرين من يوليو عام 2007 قبل أن تصدر كألبوم من نوع أغنية منفردة الأغنية استخدمت قبل إصدارها في حفل Juno Awards 2007 الذي أقيم في كندا والذي استضافته نيللي فرتادو بنفسها حيث حصلت فرتادو 5 جوائز لأول مرة في تاريخ الجائزة.

### الفيديو كليب
الأغنية المصورة كانت إخراج مشترك بين كل من نيللي فرتادو و Aaron A وتم اقتباس الاستعراض الذي قامت به فرتادو باستخدم الريش من خلال جولة فرتادو الخاصة بألبوم لووس المسماة Get Loose Tour. تم تصوير الأغنية في أكبر مدن ولاية ميشيغان ديترويت والتي تعرف بصناعة السيارات لذلك تم استخدم أحد السيارات تظهر في الأغنية المصورة ذات لون أبيض بطراز قديم ولم يتم اختيار المدينة بعناية إنما بطريقة عشوائية إذ توقفت عندها فرتادو لإقامة أحد الحفلات لذلك قررت تصوير الأغنية استغلالاً للفرصة كما أن الأغنية طرحت بشكل مفاجئ إذا أنه سبقها بشهر فقط أغنية فرتادو الحزينة التي غنتها لعشيقها السابق إن غود'ز هاندز. الأغنية المصورة الخاصة بالأغنية تظهر بها فرتادو مع مجموعة فتيات بشكل عفوي وتشاركهن فرتادو بمجموعة من أنشطة المراهقات كالذهاب للتسوق والرقص الاستعراضي ومشاهد التحضير للأغنية. الأغنية المصور عرضت للمرة الأولى في قناة MuchMusic بتاريخ 13 يوليو 2007 أما في برنامج قناة MTV الشهير Total Request Live أو كما يختصر TRL فقد عرضت الأغنية في الأول من أغسطس 2007 ثم دخلت سباق البرنامج بعد أسبوع من عرضه وذلك بتاريخ التاسع من أغسطس 2007 فوصلت للمراكز العشرة الأولى ولكنها أخفقت ثم دخلت من الجديد للمراكز العشرة بتاريخ 27 أغسطس 2007 حتى حصلت المركز الأول لمدة 5 أيام وقد بقيت 40 يوماً في السباق. أما قناة VH1 المنافسة الأخرى لقناة MTV فقد حصلت دو إت على المركز الأول أيضاً وذلك في سباق VH1's VSpot Top 20 Countdown لتكون أفضل أغنية لفرتادو تدخل هذا السباق أما في آيتون فقد خصصت الأغنية المصورة للبيع للمستخدمين.

### طاقم الأغنية
- الطبول: تمبالاند
- الكيبوردز: تمبالاند
- مهندس الصوت: ديمو
- الأصوات الخلفية: نيللي فرتادو
- منتج الأصوات: جيم بينز
- تسجيل ومكس: ميامي فلوريدا في ذا هيت فاكتوري

## مراكز السباقات
| السباقات                           | المركز |
| ---------------------------------- | ------ |
| Belgium Singles Top 50             | 35     |
| Bulgaria Top 40 Singles            | 3      |
| Canadian Hot 100                   | 11     |
| Costa Rica Singles Chart           | 10     |
| Croatia Singles Chart              | 10     |
| Czech Republic Singles Chart       | 86     |
| Dutch Top 40                       | 25     |
| Euro 200 Singles Chart             | 63     |
| Faroe Island Singles Chart         | 11     |
| Finland Singles Top 20             | 6      |
| Lithuania Singles Chart            | 7      |
| Luxembourg Singles Chart           | 5      |
| Malaysia Singles Chart             | 13     |
| Malta Singles Chart                | 11     |
| Netherlands Antilles Singles Chart | 9      |
| New Zealand RIANZ Top 40 Singles   | 17     |

| السباقات                           | المركز |
| ---------------------------------- | ------ |
| Panama Singles Chart               | 35     |
| Paraguay Singles Chart             | 28     |
| Philippines Singles Chart          | 9      |
| Poland Top 50 Singles Chart        | 9      |
| Portugal Top 50 Singles Chart      | 37     |
| Romania Singles Chart              | 17     |
| Russian Airplay Chart              | 66     |
| Slovakia Singles Chart             | 3      |
| South Africa Singles Chart         | 9      |
| Sri Lanka Singles Chart            | 9      |
| Thailand Singles Chart             | 2      |
| Turkey Singles Chart               | 32     |
| U.S. ARC Weekly Top 40             | 30     |
| U.S. Billboard Hot 100             | 88     |
| U.S. Billboard Hot Dance Club Play | 23     |
| U.S. Billboard Hot Digital Songs   | 55     |
| U.S. Billboard Pop 100             | 60     |